# Галіфакс Тауншип (округ Дофін, Пенсільванія)
Галіфакс Тауншип (англ. Halifax Township) — селище (англ. township) в США, в окрузі Дофін штату Пенсільванія. Населення — 3349 осіб (2020).

## Демографія
Згідно з переписом 2010 року, у селищі мешкали 3483 особи в 1393 домогосподарствах у складі 1010 родин. Було 1524 помешкання
Расовий склад населення:
| - 98,6 % — білих - 0,5 % — чорних або афроамериканців - 0,3 % — азіатів - 0,1 % — корінних американців |

До двох чи більше рас належало 0,5 %. Частка іспаномовних становила 1,2 % від усіх жителів.
За віковим діапазоном населення розподілялося таким чином: 22,0 % — особи молодші 18 років, 64,2 % — особи у віці 18—64 років, 13,8 % — особи у віці 65 років та старші. Медіана віку мешканця становила 42,9 року. На 100 осіб жіночої статі у селищі припадало 101,6 чоловіків;  на 100 жінок у віці від 18 років та старших — 99,0 чоловіків також старших 18 років.
Середній дохід на одне домашнє господарство  становив 59 811 долар США (медіана — 49 861), а середній дохід на одну сім'ю — 68 856 доларів (медіана — 60 767). За межею бідності перебувало 6,8 % осіб, у тому числі 8,0 % дітей у віці до 18 років та 6,0 % осіб у віці 65 років та старших.
Цивільне працевлаштоване населення становило 1681 особа. Основні галузі зайнятості: роздрібна торгівля — 16,1 %, освіта, охорона здоров'я та соціальна допомога — 14,6 %, виробництво — 12,2 %, транспорт — 11,7 %.